# Berlin-Britz
Britz is een stadsdeel van Berlijn, en maakt deel uit van Neukölln. 

## Geschiedenis
Britz werd voor het eerst gedocumenteerd in 1305 en bleef lange tijd een landelijke gemeente. In het begin van de achttiende eeuw werd een kasteel gebouwd. In 1840 werd het dorpje Buschkrug ook bij Britz ingelijfd. In 1873 werd Britz een zelfstandige gemeente. In 1920 werd het een onderdeel van Groot-Berlijn, op dat moment had de gemeente 13.475 inwoners en werd het bij Neukölln ingedeeld. In de jaren 1960 werd een nieuwe wijk gebouwd die ook gedeeltelijk op de grond van Buckow en Rudow lag. In 2002 werd deze wijk een apart stadsdeel, Gropiusstadt. 

## Verkeer
De metrolijn U7 bedient Britz en telt de stations Grenzallee, Blaschkoallee, Parchimer Allee en Britz-Süd. 

## Sport
VfB Britz speelde kort na de Tweede Wereldoorlog drie seizoenen in de hoogste klasse. In 1999 fuseerde de club en nam de naam VfB Concordia Britz aan. De club speelt in het Stadiom am Buschkrug.
SV Stern Britz 1889 speelt in het stadion om Buckower Damm. Deze club is een fusieclub, voorganger BFC Stern 1889 speelde 8 seizoenen in de hoogste klasse in de begindagen van het Duitse voetbal. In 2024 degradeerde de club uit de Berlin-Liga.